# Sainte-Eulalie-de-Cernon

Sainte-Eulalie-de-Cernon este o comună în departamentul Aveyron din sudul Franței. În 1 ianuarie 2022 avea o populație de 321 de locuitori.